# قائمة أعلى القمم الجبلية في لبنان

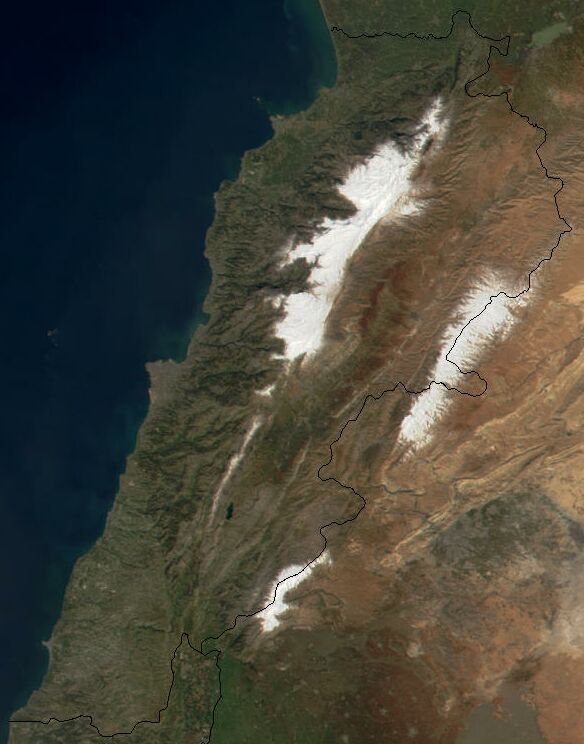
صورة ساتليّة تظهر الثلوج تغطي سلسلتي جبال لبنان.

تُقسَّم أراضي لبنان من الناحية الطبيعية إلى ثلاثة أقسام متميزة هي: إقليم السهول الساحلية، إقليم المرتفعات الجبلية، إقليم المنخفض الأوسط الأخدودي. إلى جانب الأنهار العديدة التي تجري في الأراضي اللبنانية. تمتدُّ هذه الجبال في شرقي لبنان موازية لسلسة جبال لبنان الغربية، وتبدأ هذه الجبال من جنوب حمص إلى وادي بردى وسهل الزبداني جنوبًا، وتُعدّ «جبال بلودان» السورية نهايتها. وتتميز هذه الجبال بأنها أكثر اتساعًا وأقل ارتفاعًا وغنىً من الجبال الغربية. كما تتميز بأنها تنحدر بشدة إلى سهل البقاع غربًا، بينما تنحدر ببطء تدريجي نحو الأراضي السورية شرقًا. ويشمل القسم الجنوبي من هذه الجبال مرتفعات الشيخ، وأعلى قممها قمة جبل الشيخ التي ترتفع إلى 2,814م فوق مستوى سطح البحر. وتتفرع منها جبال أخرى تمتد حتى تدمر في قلب البادية السورية تُعرف بالجبال التدمرية، ومنها جبل قاسيون الذي يشرف على مدينة دمشق. وتوجد في لبنان كذلك جبال أخرى تمتد في الجنوب، وتُعرف باسم جبال عامل.

## الجبل والساحل وتأثيره على الإنسان في الحضارة الفينيقية

الموقع الجغرافي للبنان على المستديرة الأرضية (كوكب الأرض). يعتبر لبنان جزءا جغرافيا وكيانا سياسيا وثقافيا من الشام، والشرق الأوسط وشمال إفريقيا والجنوب المتوسطي بشكل عام، ومنشأ الأبجدية والحضارة الفينيقية البحرية القديمة ومن مناطق الهلال الخصيب التي عرفت ظهور وتطور النشاط الزراعي مبكرا.

تاريخيا كان جبل لبنان الموطن الأصلي للفينيقيين الذين استعملوا أخشابه في بناء سفنهم التي أبحرت عبر الساحل المقابل لها إلى مختلف أرجاء البحر الأبيض المتوسط في العالم القديم.
وقد عمل الفنيقيون على تصدير خشب الأرز المستقدم من جبال لبنان إلى الشعوب المحيطة مثل الأكديين والآشوريين ثم من بعدهم المصريين الفراعنة، ومنه برعوا في صناعة السفن البحرية.
كما يبدو أيضا أن الفينيقيين قاموا بتشجير الغابات على الجبال المحيطة بصورة متواصلة، لحاجتهم المتواصلة للخشب، إما لتصديره أو لصناعة السفن، حيث أن سلسلة الجبال اللبنانية ظلت مغطاة بالأشجار وبالأحراج الكثيفة، كما انتشرت الأسود والدببة والقطط البرية والغزلان حتى مجيء العثمانيين في القرن السادس عشر.

## القائمة

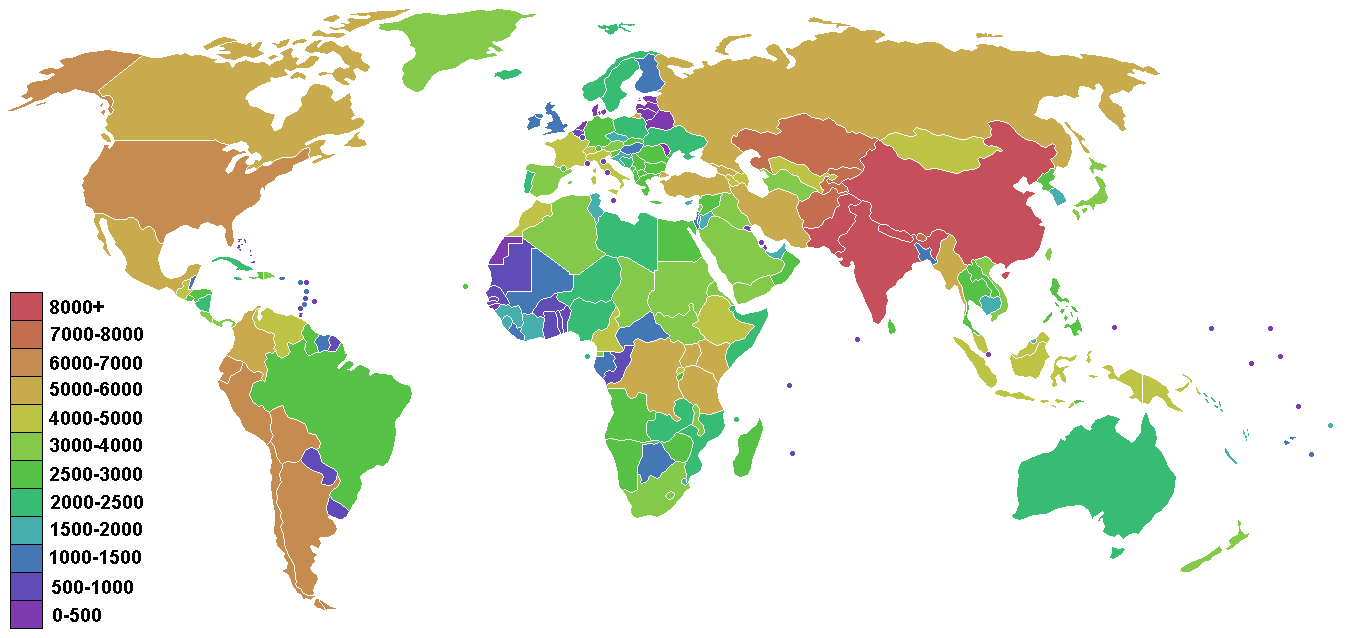
خريطة دول العالم ملونة حسب أعلى القمم الجبلية (لبنان ضمن خانة اللون الأخضر الباهت) أي من أعلى المرتفعات الجبلية في منطقة الشام والشرق الأوسط بعد تركيا وإيران.

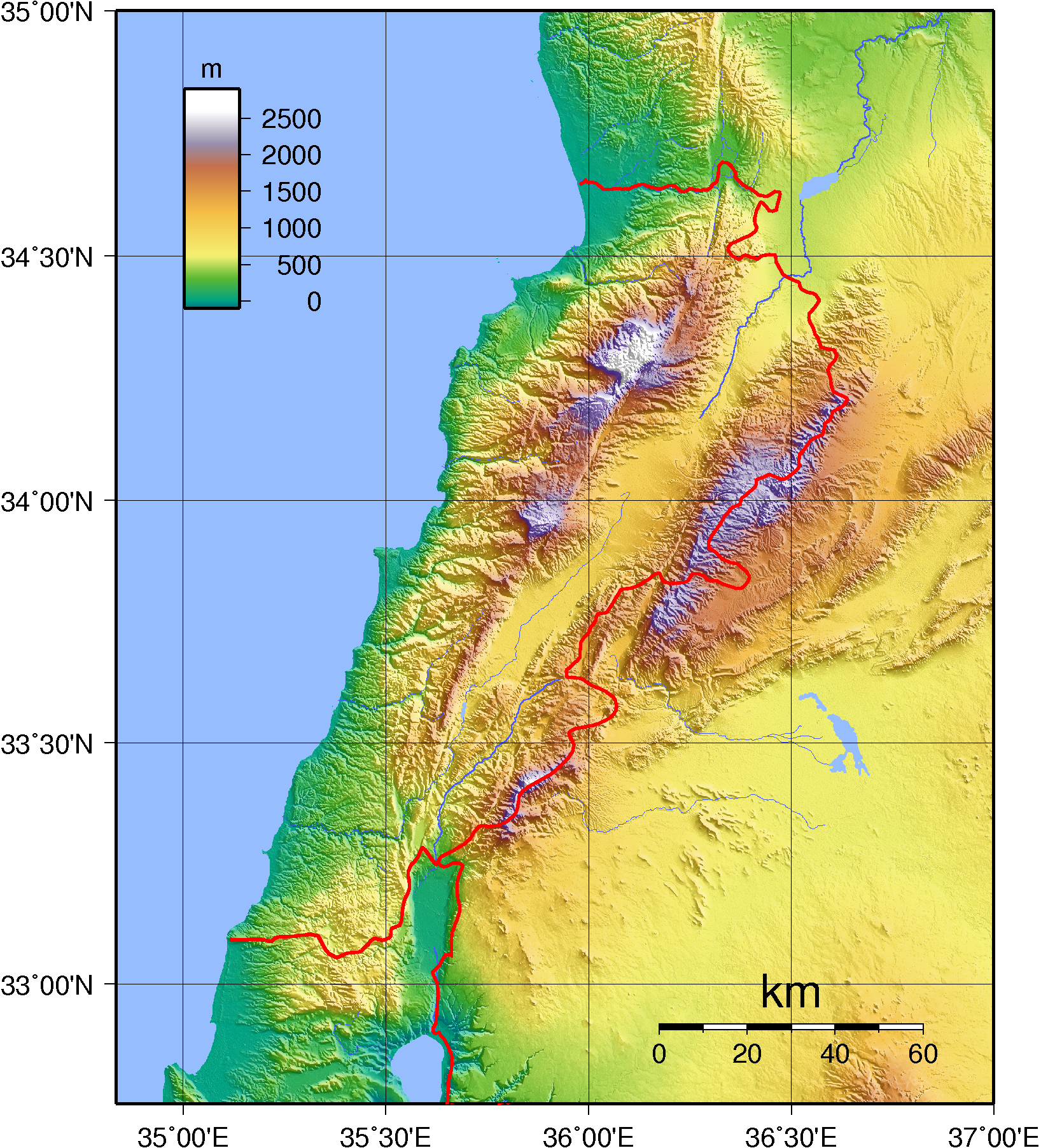
خريطة تبين تضاريس لبنان، يغلب على تضاريسه المرتفعات في الوسط والداخل والسهول على الشريط الساحلي.

يغلب على تضاريس لبنان الطابع الجبلي في دولة ساحليّةٌ بامتياز،  حيث يعانق الجبل البحر في الشمال الأوسط وفي أقصى الجنوب، وتنعدمُ فيه الصحاري، حيث تكثرُ فيه القمم الجبليّة التي تكسوها الأشجار، مشكّلةً فيها عدّة غابات شجريّة، وخاصّة أشجار الأرز، التي تشتهر بها وهي رمز علمها الوطني، ومادة الفينيقيين الأولية في صناعة السفن التي أبحرت عبر ربوع المتوسط.
وتنقسمُ الجبالُ في لبنان إلى سلسلتيْن جبلّيتين، إحداها شرقيّة والأخرى غربيّة، وتضمّ هاتانِ السّلسلتان عدّة جبال، نوردُ في هذه القائمة أسماء أعلى القمم فيها بالترتيب من الأعلى إلى الأقل علوا:
| الرتبة | اسم الجبل                 | الارتفاع | ملاحظات | الصورة |
| ------ | ------------------------- | -------- | --- | ------ |
| 1      | القرنة السوداء            | 3088 متر | تسجل أعلى قمة في بلاد الشام وتقع في جبل المكمل في قضاء الضنية في شمال لبنان. يبلغ ارتفاع القمة عن سطح البحر 3093 م. |        |
| 2      | جبل المنيطرة              |          | جبل المنيطرة هو أحد جبال لبنان، الذي يبلغ ارتفاعه حوالي ألفين وتسعمئة وأحد عشر متراً فوق مستوى سطح البحر. |        |
| 3      | جبل الشيخ أو جبل الحرمون. | 2814     | جبل يقع في الشقيقتين سوريا ولبنان، يمتـد من بانياس وسهل الحولة في الجنوب الغربي إلى وادي القرن ومجاز وادي الحرير في الشمال الشرقي، وهو بذلك يشكل القسم الأكبر والأعلى من سلسلة جبال لبنان الشرقية التي تمتد بين سوريا ولبنان. سمي بجبل الشيخ كناية على قممه المكلله بالثلج، كما يكلل الشيب رأس الإنسان كما اطلق عليه المؤرخون العرب اسم جبل الثلج |        |
| 4      | جبل صنين                  | 2695     | يعد ثاني أعلى قمم جبال لبنان. ويمكن رؤيته من مدينة بيروت. تطل سفوحه الغربية على البحر الأبيض المتوسط، اما سفوحه الشرقية فتنحدر ناحية سهل البقاع بمواجهة سلسلة جبال لبنان الشرقية. |        |
| 5      | جبل الكنيسة               | 2093     | جبل الكنيسة هو أحد جبال سلسلة جبال لبنان الغربية المتواجد في المتن الأعلى بلبنان. يبلغ أعلى ارتفاع فيه حوالي 2093 متراً فوق مستوى سطح البحر. |        |
| 6      | جبل الباروك               | 1930     | هو أحد جبال سلسلة جبال الباروك من جبال لبنان الغربية، يضم غابة أرز ويطل على عدة بلدات في أقضية الشوف، البقاع الغربي.. حيث تتدرّج على سفحه عدة بلدات لبنانية. |        |
| 7      | جبل صافي                  | 1300 متر | أحد جبال سلسلة جبال لبنان الغربية يعود اسمه لجذر قديم يعني جبل "صافون" مركز الإله بعل إله العواصف، ترجح تلك التسمية نظرا لكثرة ما يحدث عليه من عواصف وزوابع جوية. |        |

## معرض الصور

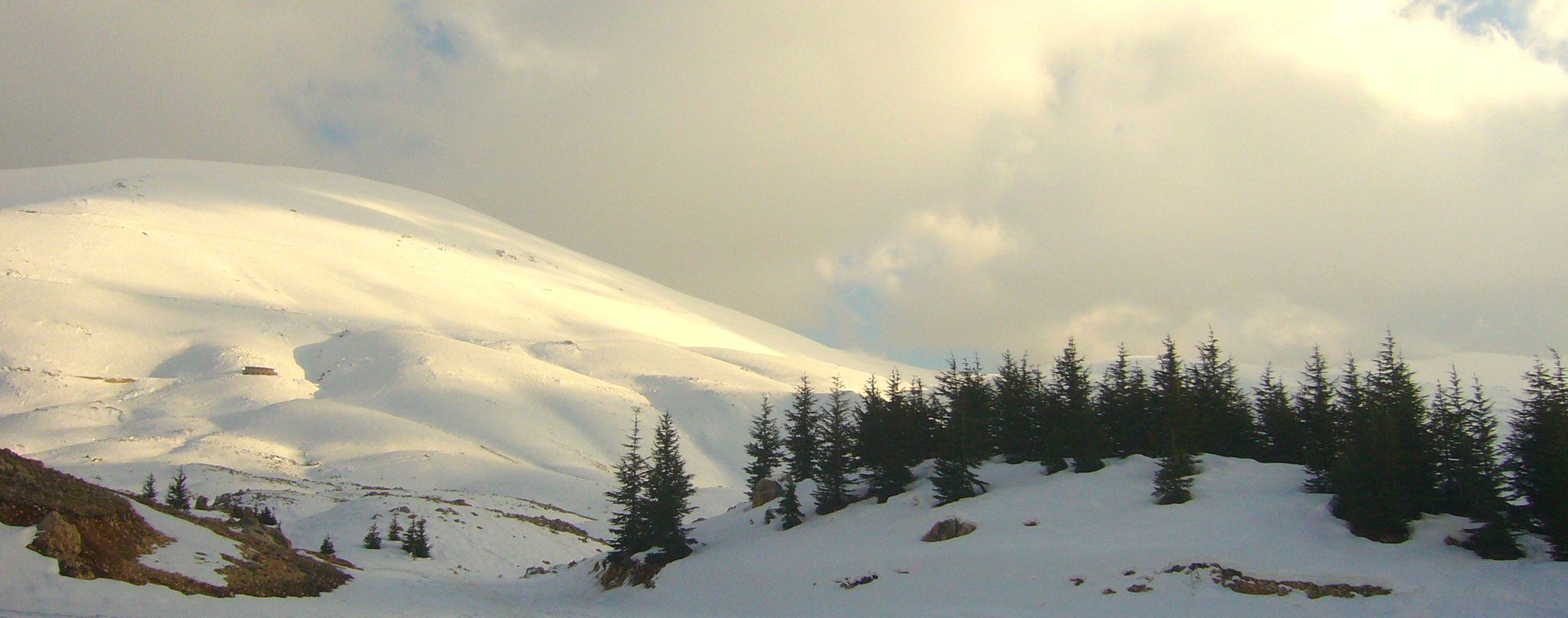
قرنة السوداء مغطاة بالثلوج عام 2011
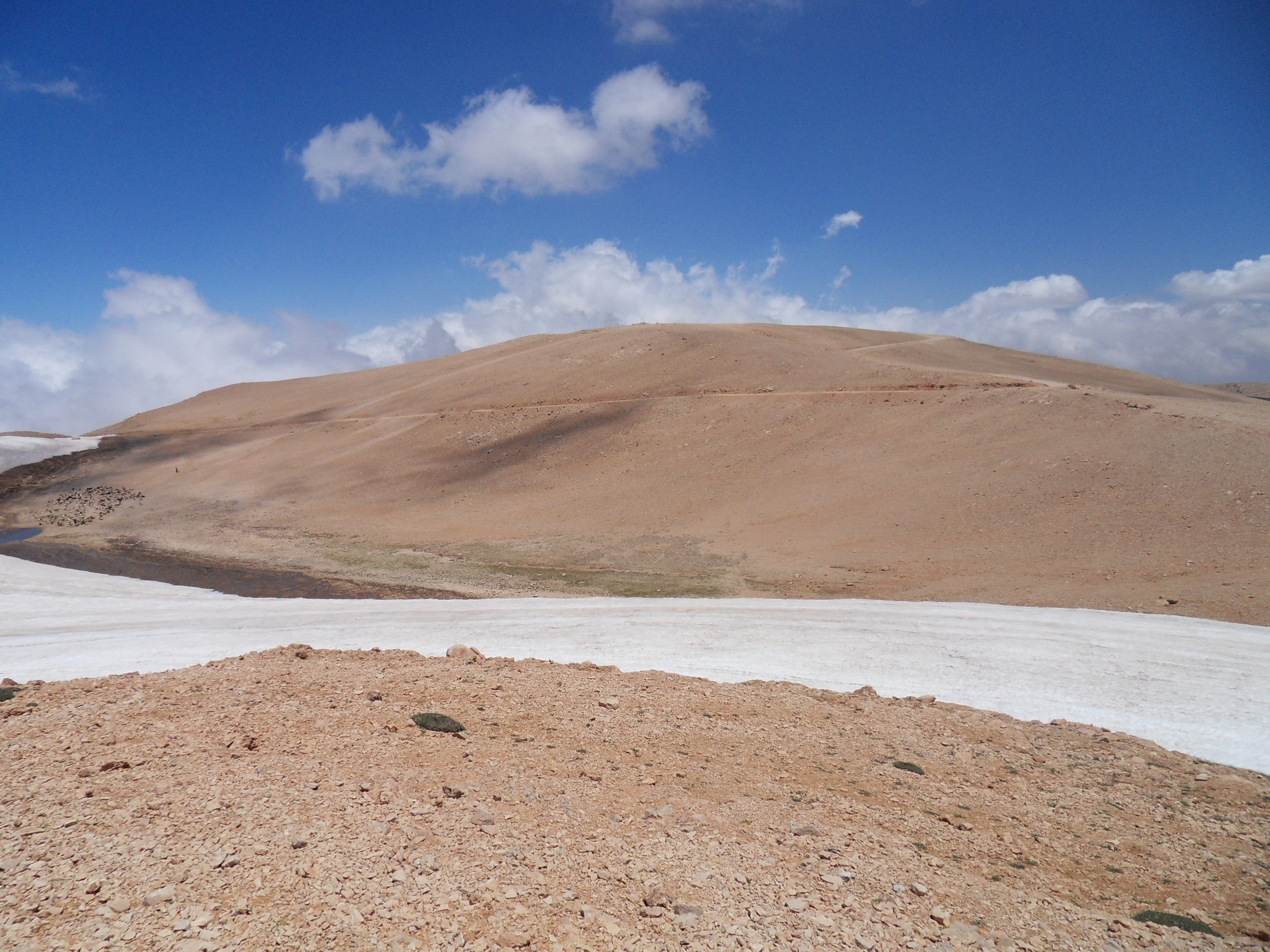
القمة الجرداء
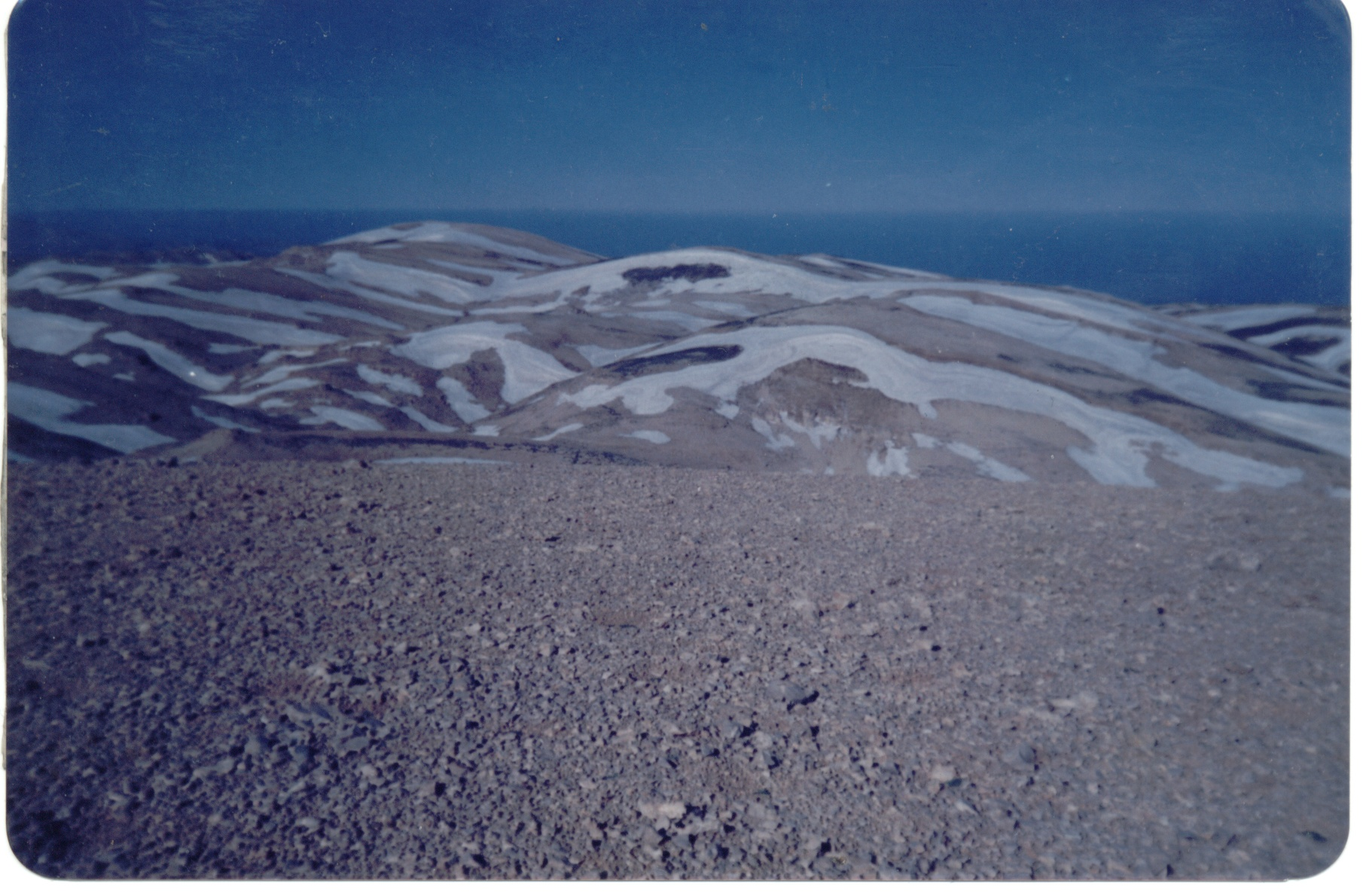
صورة من العام 1985 للقمّة
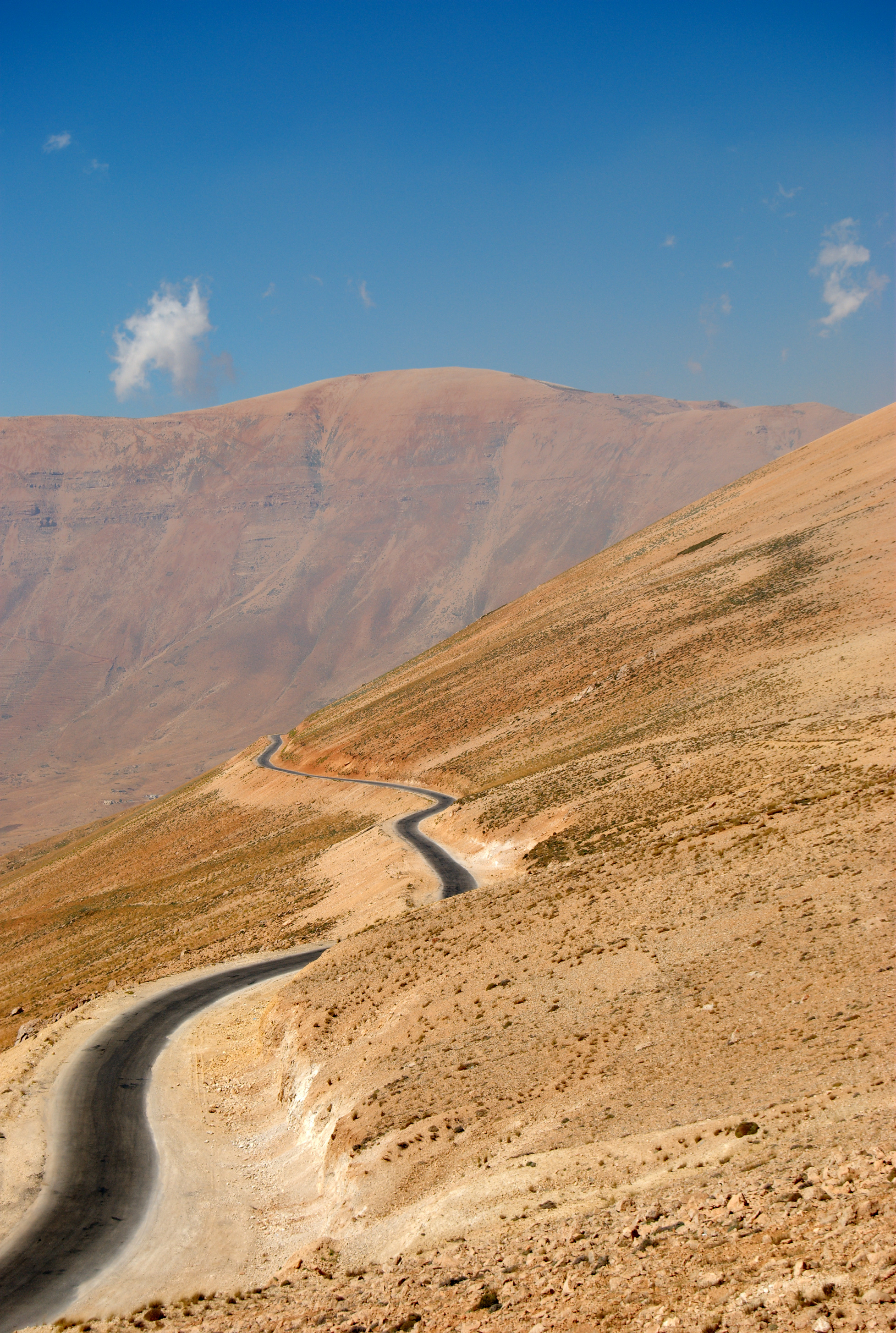
سفوح القرنة السوداء المُطلَّة على طريق بعلبك-إهدن
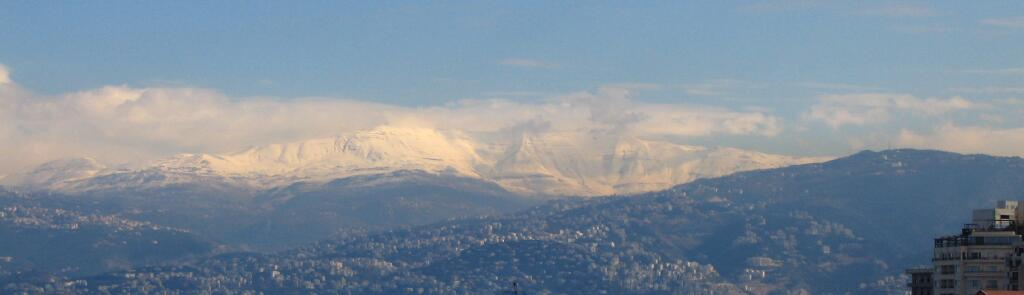
منحدرات جبل صنين الغربية

## طالع
- سياحة جبلية
- سياحة جبلية في لبنان
- كهوف ومغارات لبنان
- مدن لبنان الفينيقية